# Ватолино (Московская область)
Ватолино — деревня в Клинском районе Московской области, в составе Воронинского сельского поселения. Население — 19 чел. (2010). До 2006 года Ватолино входило в состав Слободского сельского округа
Деревня расположена в северной части района, примерно в 18 км к северо-востоку от райцентра Клин, на безымянном ручье, левом притоке реки Берёзовка, высота центра над уровнем моря 139 м. Ближайшие населённые пункты — Еросимово на западе, Терехова на севере и Непейцино на востоке.

## Население
| 2002 | 2006 | 2010 |
| ---- | ---- | ---- |
| 5    | →5   | ↗19  |